# Léonie de Bazelaire
Pour les articles homonymes, voir Léonie.
Marie Léonie de Bazelaire de Ruppierre née à Sainte-Marguerite (Vosges) le 19 mai 1857 et morte au Cannet (Alpes-Maritimes) le 23 juillet 1926 est une femme de lettres et peintre française.

## Famille
Issue d'une ancienne famille lorraine venue au XVIe siècle du comté de Chiny s'établir dans les Vosges, Léonie de Bazelaire est la fille de Marie-Charles Sigisbert de Bazelaire de Saulcy (1812-1867) et de Marie Anne Victoire Louise Florentin (1814-1903). Elle a sept frères et sœurs aînés. Elle grandit à Saulcy-sur-Meurthe puis étudie à Saint-Dié avant que son père ne soit nommé juge de paix à Ligny-en-Barrois.
Son oncle, Édouard de Bazelaire (1819-1853), homme de lettres, membre de l'Académie de Stanislas, chevalier de l'ordre de Saint-Grégoire-le-Grand, avait publié des Promenades dans les Vosges (1838) et une biographie du bienheureux Pierre Fourier (1846).

## Une femme écrivain-voyageur
En avril 1888, avec un groupe de pèlerins, Léonie de Bazelaire se rend en bateau en Palestine. Après une escale en Italie où elle visite Rome (elle raconte une audience auprès du pape Léon XIII), puis en Crète, le bateau qui amène les pèlerins jette l’ancre à Haïfa. Accompagnée de son frère Maurice (1840-1909), « curé d'un charmant village au milieu des sapins » et de sa sœur Isabelle (1847-1889), Léonie parcourt à cheval, pendant un mois, le pays tout entier. « Achille aux pieds légers », elle en tire un récit illustré par elle-même : Chevauchée en Palestine (1889). À la suite de ce voyage, elle publiera également Mois du Sacré-Cœur de Terre Sainte (1890).
Deux ans plus tard, en 1890, elle se rend par chemin de fer en Haute-Bavière, pour assister au Jeu de la souffrance, la mort et la résurrection de Notre Seigneur Jésus-Christ, qui se joue à Oberammergau depuis 1634 et, tous les dix ans, mobilise une grande partie de la population. Ce spectacle a été monté afin de rendre grâce à Dieu d’avoir épargné la ville de la peste lors de la guerre de Trente Ans. Avec un sens profond de la spiritualité dramatique qui le sous-tend, Léonie de Bazelaire décrit le Passionspiel en grand détail dans son ouvrage Le drame d’Oberammergau (1891).
Léonie de Bazelaire voyagera également en Égypte et publiera Jérusalem, cinq ans après. Une fuite en Égypte (1893). Dans un compte-rendu du journal La Croix, on peut lire : « Dans la deuxième partie, les tableaux changent, mais l’écrivain sait leur donner un relief poétique et qui captive ; ce sont là, tour à tour, le canal de Suez, le Caire, le Nil, la ferme des Autruches, Matarieh, Héliopolis, les Pyramides et le Sphinx, Memphis, etc. tous les monuments enfin de ce sol fameux, qui défilent sous les yeux enchantés du lecteur. » De retour de Khartoum, en 1907, elle rencontre l’écrivain Pierre Loti à Louxor. En 1912, elle publiera ses Croquis d'Égypte et de Nubie, dont un compte-rendu est publié dans Les Annales politiques et littéraires.
Outre ces récits de voyages, Léonie de Bazelaire publiera un essai biographique sur Jeanne d’Arc, Figure Exquise (1895), « un tableau, sorte de triptyque » selon l'auteur, dans lequel « la fidélité historique n'a diminué en rien l’élan poétique », ainsi que trois pièces de théâtre : L’idée de Colette (1897), Os de Poulet (1897) et Trèfle à quatre feuilles.

## Au tournant du siècle, une femme journaliste
Léonie de Bazelaire a une activité journalistique : elle sera directrice de la publication de La Chevauchée, une revue littéraire bimensuelle destinée aux femmes qu'elle a fondée à Paris et qui publiera 78 numéros entre 1900 et 1903. La rédaction réunit des femmes écrivains ou artistes comme Jean Bertheroy, Virginie Demont-Breton, la princesse Hélène Vacaresco ou Jean Bach-Sisley. Léonie de Bazelaire y publie notamment un article sur La femme au XIXe siècle, où, ainsi que le rapporte Rotraud von Kulessa, elle rappelle la nécessaire professionnalisation des femmes auteurs, et souligne « le rôle de la femme dans l’éducation et dans la famille, qu'elle peut remplir parfaitement en écrivant sans pour autant remettre en cause les valeurs de la famille ». 
Dans un article sur La femme éducatrice, Léonie de Bazelaire écrit : « Il me semble plus honorable de prouver notre valeur personnelle par quelques actes intelligents et d’œuvrer toute notre vie, non seulement par l’aiguille, mais par la plume, par l’art, par l’enseignement, et ainsi le rôle de la femme éducatrice sera immense dans la société. »
En janvier 1904, avec la fusion de La Chevauchée avec La Revue du bien dans la vie et dans l'art fondée par Marc Legrand, Léonie de Bazelaire rejoint cette dernière revue où elle assure la rubrique Pages Féminines. Elle y publie un article sur L'Art et la Femme qu'elle conclut ainsi : « L'art de la vie est partout, s'assimile à tout, si nous savons nous éclairer à cette lumière, si nous quittons le sol bas et boueux pour monter sur cette passerelle, d'où, respirant l'air pur et vivifiant, nous serons plus fortes, plus aimables et plus éprises de ce but de toute intelligence humaine : la Beauté. »
Elle collabore également au magazine Femina, lancé en 1901 par Pierre Lafitte. Selon Claire Blandin, « Femina est avant tout le témoin de cet âge d'or de la presse française que représente la Belle Époque. Il est aussi le premier projet de presse féminine d'un des inventeurs de la presse illustrée française. »

## Une femme peintre
Formée au dessin et à la peinture par Édouard de Mirbeck, à Saint-Dié, Léonie de Bazelaire sera l’élève des peintres Pierre-Eugène Grandsire, Carolus-Duran et Jean-Jacques Henner. Son atelier « est situé sur le flanc méridional de la colline de Grattin, un des derniers contreforts de la Montagne d'Ormont, une des promenades les plus jolies et les plus fréquentées de la ville de Saint-Dié ». Un visiteur qu'elle y reçoit en 1893 décrit « la jeune artiste [dont la] physionomie mobile donne de la vie aux êtres inanimés qui l'environnent et qui semblent refléter la vivacité de ses traits et les saillies de son esprit. »
Elle illustre le plus souvent ses récits de croquis (personnages, situations et lieux) qui viennent stimuler l’imagination de ses lecteurs. Ainsi, dans son récit Chevauchée en Palestine, trouve-t-on une vue sur Haifa et le mont Carmel. Mais elle peint aussi pour les yeux, fortement influencée par les paysages des Vosges où elle passa son enfance, et saura également rendre la lumière à la lumière de l’Orient et de la mer, surtout à partir de 1908, lorsqu’elle s’installera à Cannes, dans la villa Jeannette qu'elle a acquise quelques années auparavant. 
Elle a peint des portraits et exposa régulièrement dans sa région natale, à Épinal, Remiremont et Saint-Dié ou à Cannes. Ainsi présente-t-elle une « étude pleine de sentiment » intitulée Les Brouillards d'automne dans les Vosges à une exposition à Épinal en 1881.
En mai 1882, elle présente au palais des Champs-Élysées, à Paris, son œuvre Sous-bois dans les Vosges.
Lors d'une exposition à Saint-Dié, en 1911, on peut voir trois tableaux de cette « Lorraine bien connue sur la Côte d'Azur » : Tartanes au repos, Le Pont des Soupirs à Venise et Coucher de soleil à Cannes.
Parmi ses tableaux les plus connus, on citera : 
- Paysages de montagne dans les Vosges (Saint-Pétersbourg, musée de l’Ermitage[35] ;
- Le Bouquet de fleurs (localisation inconnue)[réf. nécessaire] ;
- Bateaux de pêche quittant le port (localisation inconnue)[réf. nécessaire] ;
- Voiliers rentrant au port (localisation inconnue)[réf. nécessaire].

Morte au Cannet, Léonie de Bazelaire avait servi pendant la Première Guerre mondiale comme infirmière-major et reçut à ce titre la croix de guerre. Elle était chevalier de la Légion d'honneur. Elle est inhumée à Saint-Dié le 29 juillet 1926.

## Œuvres

### Récits de voyages
- Chevauchée en Palestine, Alfred Mame, 1889 (7 rééditions).
- Mois du Sacré Cœur de Terre Sainte, Wagner, 1890.
- Le drame d’Oberammergau, P. Lethielleux, 1893.
- Jérusalem cinq ans après ! Une fuite en Égypte, Éd. de l’Assomption, 1893.
- Croquis d'Égypte et de Nubie, 1912.

### Essais biographiques
- Figure exquise, Victor Retaux, 1895 (un triptyque sur Jeanne d’Arc : pastorale ; épopée ; le drame).
- Préface à : Édouard de Bazelaire, Saint Pierre Fourier, surnommé le Bon Père de Mattaincourt, Nancy, Crépin Leblond, 1897.

### Théâtre
- Os de Poulet, comédie en deux actes, Librairie théâtrale, 1897.
- L’idée de Colette, comédie en un acte, Librairie théâtrale, 1897.
- Trèfle à quatre feuilles.